# Paola Lázaro
Paola Lázaro-Muñoz (* 24. Oktober 1987 in San Juan) ist eine puerto-ricanische Schauspielerin und Dramatikerin, die in New York City arbeitet.

## Leben und Familie
Paola Lázaro wuchs in ihrem Geburtsort San Juan, Puerto Rico auf. Sie verließ Puerto Rico, um an der State University of New York zu studieren, wo sie ihren Bachelor of Fine Arts in dramatischem bzw. szenischem Schreiben erwarb. 2013 bekam sie ihren Master of Fine Arts an der Columbia University. Von 2020 bis 2022 spielte sie „The Princess“ in der amerikanischen Fernsehserie The Walking Dead.

## Theater
Paola Lázaros Theaterstück Tell Hector I Miss Him beschreibt eine Reihe von Personen in der Altstadt von San Juan, Puerto Rico, die mit Liebe, Sucht und ihren Ängsten umgehen.

## Fernsehen
- 2016: So, Then Tell Me (Fernsehserie, 2 Episoden)
- 2018–2019: Lethal Weapon (Fernsehserie, 7 Episoden)
- 2019: SMILF (Fernsehserie, 2 Episoden)
- 2019: Wu-Tang: An American Saga (Fernsehserie, Episode 1x10)
- 2020–2022: The Walking Dead (Fernsehserie, 27 Episoden)
- 2023: Völlig zerstört (Obliterated, Fernsehserie, 8 Episoden)

## Kino
- 2018: Pimp
- 2020: Black Bear